# Dvärgbläddra
Dvärgbläddra (Utricularia minor) är en växtart i familjen tätörtsväxter.